# بلازما (فيزياء)

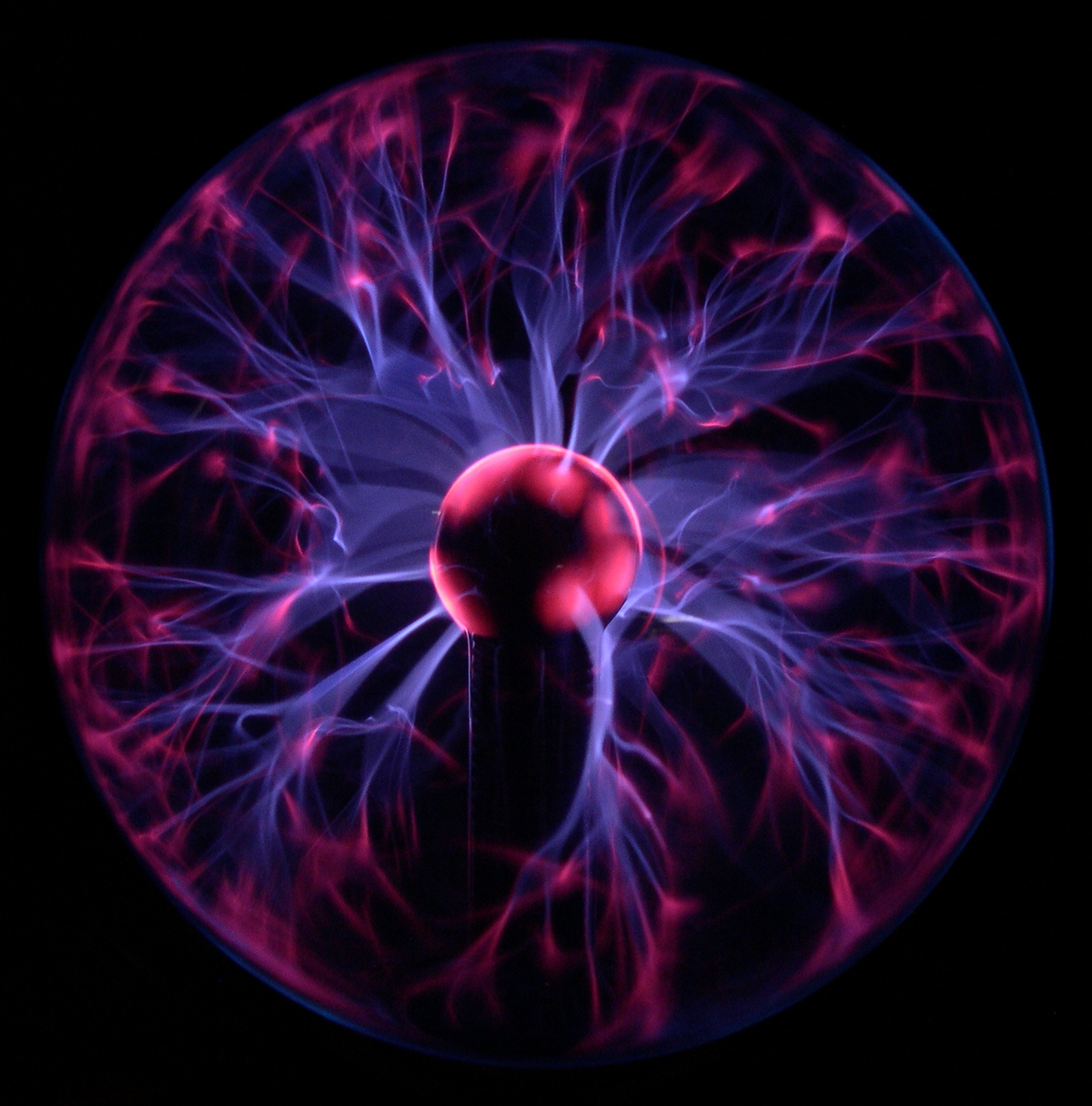
شعلة بلازمية تعكس إحدى أكثر ظواهر الهيولى تعقيدا، والتي من ضمنها تأتي «الفتيلة». والألوان هي نتاج من تراخ الإلكترونات من حالة الاستثارة والهيجان إلى حالة أقل طاقة بعد إعادة توحدها مع الأيونات. هذه العمليات تؤدي إلى إصدار ضوء على شكل طيف مميز من الغاز المثار.

البلازما هي حالة متميزة من حالات المادة يمكن وصفها بأنها غاز متأين تكون فيه الإلكترونات حرة وغير مرتبطة بالذرة أو بالجزيء. فإذا كانت المادة توجد في الطبيعة في ثلاث حالات: صلبة وسائلة وغازية، فإنه بالإمكان تصنيف البلازما على أنها الحالة الرابعة التي يمكن أن توجد عليها المادة.
على النقيض من الغازات، فإن للبلازما صفاتها الخاصة. فعند تسليط حرارة أو إخضاعها لمجال كهرومغناطيسي عال مثل الليزر أو موجة مايكرويف يقذف الإلكترون بعيدا عن النواة فينتج عنها الشحنات الموجبة والسالبة أكثر حرية تسمى أيونات، يرافقه تفكك روابط . الوجود القوي لحاملات الشحنة تلك تجعله موصل للكهرباء فيتأثر بقوة للمجال الكهرومغناطيسي. ليس للبلازما شكل أو حجم محدد، فهي تأخذ شكل غاز محايد (معتدل) شبيه بالغيوم. وقد تتأثر بالمجال المغناطيسي فتكون لها بنية، تكون خيوط أو حزم أو طبقة مزدوجة. وقد تحتوي على غبار وحبيبات (وتسمى البلازما المغبرة).

## تاريخ البلازما
في عام 1879 اكتشف العالم الإنجليزي، السير وليام كروكس، البلازما عن طريق أنبوب كروكس وأطلق عليها آنذاك «المادة المشعة». ثم اكتشف العالم البريطاني جوزيف طومسون خصائص وطبيعة البلازما عام 1897، ويرجع الفضل في تسمية البلازما إلى العالم إيرفينغ لانغموير في عام 1928، لاعتقاده أنها تشبه بلازما الدم على الأرجح.
وقد كتب لانغموير:
| بلازما (فيزياء) | بجوار الأقطاب يوجد أغطية رقيقة تحتوي إلكترونات قليلة، الغاز المتأين يحتوي على أيونات وإلكترونات بكميات متساوية تقريبا مما يجعل ناتج شحن المكان بسيط جدا. يستحسن أن نستخدم اسم البلازما لتعريف المنطقة المحتوية على شحنات متساوية من الإلكترونات والأيونات. | بلازما (فيزياء) |

## عموميات البلازما
تشكل البلازما نسبة 99% من المادة الكونية بين النجوم والمجرات من حيث الكتلة والحجم، وبعض الكواكب تشكل البلازما أغلب مادتها، حيث يعتبر كوكب المشتري كتلة هائلة من البلازما، وحوالي 0.1% فقط من الكتلة وما بين 10 و15% من الحجم يدخل بمدار كوكب بلوتو. لاحظ عالم البلازما الشهير هانز ألفين أن هناك كميات قليلة من الحبيبات تتصرف خلال الشحنات الكهربية كشوارد (أيونات) وكشكل من أشكال البلازما (بلازما مغبرة).
| أشكال البلازما تتضمن |                                                                                                   | |
| بلازما تصدر عن أجهزة صناعية - شاشات البلازما. - مصابيح التألق (لمبات الفلوريسنت ذات الطاقة الضعيفة)، إشارات النيون. - عوادم الصواريخ. - النطاق الموجود أمام الحاجز الحراري لسفن الفضاء خلال دخولها غلاف الأرض الجوي. - داخل هالة مولد تفريغ الأوزون. - أبحاث الاندماج النووي. - التقوس الكهربائي الموجود بالإنارة القوسية، لحام القوس الكهربائي أو المصباح (المدفع) البلازمي. - مصابيح البلازما، وتسمى كرة البلازما. - يستخدم البلازما لحفر رقائق الحاسوب لإنتاج الدوائر الكهربائية وصنع أشباه الموصلات. | بلازما طبيعية أرضية - البرق. - كرة البرق. - نار سانت إلمو. - طبقة الغلاف المتأين. - الشفق القطبي. | بلازما طبيعية كونية: فيزياء فلكية وفضاء كوني - النجوم (البلازما تسخن بالاندماج النووي). - الرياح الشمسية. - الفراغ المحيط بين الكواكب. - الفراغ المحيط بين النجوم. - الفراغ المحيط بين المجرات. - حلقة أحد أقمار المشتري. - الأقراص الناشئة من تكوين الأجسام النجمية الضخمة. - سديم المجرات. |

## خصائص ومعالم البلازما

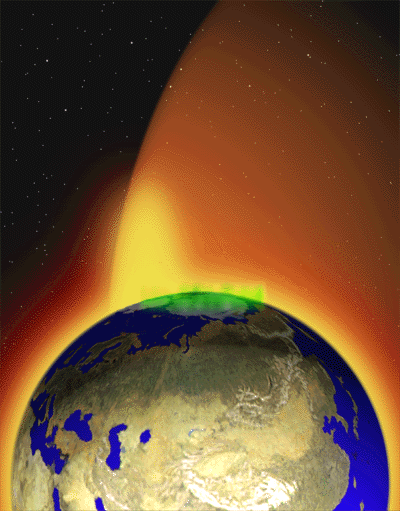
الأرض منبع البلازما: لاحظ أيونات الأكسجين والهيدروجين والهليوم تتدفق إلى الفضاء من مناطق قريبة من القطبين. اللون الأصفر الواقع فوق القطب الشمالي يرمز إلى ضياع الغازات إلى الفضاء الخارجي. المنطقة الخضراء ترمز إلى شفق القطب الشمالي أو طاقة البلازما المتدفقة عائدة إلى الأرض.

### تعريف البلازما
يعتبر وصف البلازما بأنها وسط متعادل من الجسيمات سالبة وموجبة الشحنة، وصفا ضعيفا تعوزه الدقة وذلك لأن تعريف البلازما لابد أن يتضمن ثلاثة معايير مما يعطي دقة أكثر، وهذه المعايير هي:
1.تقارب البلازما: ينبغي أن تكون الجسيمات المشحونة متقاربة لدرجة أن يؤثر كل جسيم على الكثير من الجسيمات القريبة بدلا من مجرد التفاعل مع أقرب الجسيمات (والتأثير الجماعي هي الصفة المميزة للبلازما). يكون لتقارب البلازما تأثير أقوى كلما كانت أعداد الإلكترونات داخل المجال المؤثر (يسمى كرة ديباي) لها نصف قطر من الجسيمات الكبيرة يسمى «طول ديباي». معدل عدد الجسيمات بمجال ديباي هو قيمة أو مقدار البلازما ويرمز إليه على شكل «Λ» وهو حرف لامدا بالأبجدية الإغريقية.
2.حجم التفاعلات في البلازما: حيث أن نصف قطر ديباي صغير بالمقارنة مع الحجم الطبيعي للبلازما الموجودة في الكون. وهذا يعني أن مقدار التفاعلات الواقعة في قلب كتلة البلازما لها أهمية كبيرة بشكل يفوق تلك الواقعة على الحواف آخذين في الاعتبار تأثير ما يحيط بالبلازما من الوسط المحيط بها.
3.تردد البلازما: تردد الإلكترونات في البلازما كبير بالمقارنة مع تردد الإلكترون في حالته المتعادلة (ويقيس التردد البلازمي للإلكترون ويسمى موجات البلازما أو موجات لانغموير، تقيس كثافة الشحنة في محيط موصل مثل البلازما والمعادن. وينتج من الكمية في هذا التردد ما يعرف باسم «البلازمون» وهو شبه جزيء للبلازما) أي أكبر من تردد الإلكترون بالحالة الطبيعية (بقياس موجات التصادم بين الإلكترونات والجسيمات المحايدة). تقوم البلازما في هذه الحالة بحماية شحناتها بسرعة (شبه محايد هو تعريف آخر للبلازما).

### تسلسل مقادير البلازما
تختلف قيم البلازما حسب القيم الأسّية، لكن خصائص البلازما قد تكون متقاربة جدا كما هو وارد بجدول مقياس البلازما. الجدول التالي يبين البلازما الذرية التقليدية فقط وليس الظواهر الغريبة مثل بلازما الكواركات لأن البلازما هذه تتميز بحالة نووية ذات كثافة مادية هائلة:

مستويات البلازما: حيث الكثافة تزداد إلى الأعلى والحرارة باتجاه اليسار. الإلكترونات الحرة بالمعادن قد تقيَم كإلكترونات بلازمية.

|                               | تسلسل مقادير البلازما: بالأس العشري                              |                                                                 |
| الميزة                        | البلازما الأرضية                                                 | البلازما الكونية                                                |
| الحجم بالأمتار                | 10−6 م (بلازما مختبرات) حتى 102 م (البرق) (~8 مدى بالأس العشري)  | 10−6 م (غلاف سفينة الفضاء) حتى 1025 م (سديم المجرات) (~31 أس)   |
| الحياة بالثواني               | 10−12 ث (البلازما الليزرية) حتى 107 ث (لمبات الفلورسنت) (~19 أس) | 101 ث (الانفجارات الشمسية) حتى 1017 ث (بلازما المجرات) (~17 أس) |
| الكثافة الجسيمات لكل متر مكعب | 107 م−3 حتى 1032 م−3 (حد الجمود للبلازما)                        | 100 (أي = 1) م−3 (ما بين المجرات) حتى 1030 م−3 (باطن النجوم)    |
| درجة الحرارة بالكالفن         | ~0 ك (بلازما متبلورة) حتى 108 ك (بلازما الاندماج المغناطيسي)     | 102 ك (الشفق) حتى 107 ك (باطن الشمس)                            |
| المجال المغناطيسي بالتسلا     | 10−4 ت (بلازما مختبرات) حتى 103 ت (البلازما النبضية)             | 10−12 ت (ما بين المجرات) حتى 1011 ت (قرب النجوم النيوترونية)    |

### درجة تأين البلازما
التأين ضروري لتكوين البلازما، والمقصود «بكثافة البلازما» الكثافة الإلكترونية. بمعنى كمية الإلكترونات المتحررة لكل وحدة مساحة. درجة التأين هي كمية الذرات التي فقدت أو كسبت إلكترونات، وتكون الحرارة هي العامل القوي المتحكم بذلك. ولو أن جزءا من الغاز، بما يساوي 1% من الجزيء، قد تأين فسوف يأخذ صفة شبه البلازما (بمعنى أنه متأثر بمجال مغناطيسي وهو موصل كهربائي قوي).
تعرف درجة التأين {\displaystyle \alpha } بالمعادلة التالية:
{\displaystyle \alpha ={\frac {n_{i}}{(n_{i}+n_{a})}}}
حيث أن: {\displaystyle n_{i}} تعبّر عن كثافة الأيونات و{\displaystyle n_{a}} تعبّر عن كثافة الذرات غير المتأينة (المحايدة).
ترتبط كثافة الإلكترون بدرجة التأين عن طريق حالة متوسط الشحنة {\displaystyle \langle Z\rangle } للأيون خلال المعادلة التالية:
{\displaystyle n_{e}=\langle Z\rangle n_{i}} حيث أن {\displaystyle n_{e}} ترمز إلى كثافة الإلكترونات.
يطلق على البلازما ذات التأين الخفيف تسمية «البلازما الباردة». ومن الممكن الحصول على بلازما بدرجة قليلة من التأين (أكثر الغازات المحايدة)، بمعنى أن الأيونات ذات الدرجة المرتفعة من التأين تكون الإلكترونات فيها قليلة وبارزة في كل أيون.

### الغازات كلية أو جزئية (ضعيفة) التأين
لكي تتواجد البلازما، لا بد من حدوث التأين. يشير مصطلح «كثافة البلازما» في حد ذاته إلى «كثافة الإلكترون»، أي عدد الإلكترونات الحرة لكل وحدة من الحجم. تتناسب درجة تأين البلازما مع الذرات التي فقدت أو اكتسبت إلكترونات، ويتحكم بها درجة حرارة الإلكترون والأيون وتواتر تصادم الإلكترون-أيون في مقابل الإلكترون المتعادل. درجة التأين، المعرفة كـ {\displaystyle \alpha ={\frac {n_{i}}{n_{i}+n_{n}}}} حيث تكون ni هي عدد كثافة الأيونات وnn هي عدد كثافة الذرات المتعادلة. ترتبط كثافة الإلكترون بذلك بواسطة حالة الشحنة المتوسطة [Z] للأيونات خلال {\displaystyle n_{e}=\langle Z\rangle n_{i}} حيث تكون ne هي عدد كثافة الإلكترونات.
في البلازما، يكون تواتر التصادم الإلكتروني الأيوني vei أكبر من التصادم الإلكتروني المتعادل ven. وبالتالي فإن درجة التأين الضعيفة α، يمكن أن يكون تواتر تصادم الإلكترون أيون مساويًّا لتواتر تصادم الإلكترون المتعادل: (##معادلة) هي الحد الفاصل للبلازما من أن تتأين جزئيًّا أو بالكامل.
- قدم مصطلح الغاز المتأين بالكامل ليمان سبيتزر، وهو لا يعني أن درجة التأين هي الوحدة، ولكن فقط أن البلازما في نظام التصادم الخاضع لكولوم، أي عندما تكون (##معادلة)، والذي يمكن أن يتوافق مع انخفاض درجة التأين كـ0.01%.[16]
- يعني الغاز المتأين جزئيًّا أو ضعيف التأين أن البلازما لا تخضع لتصادم كولوم، أي عندما يكون {\displaystyle \nu _{ei}<\nu _{en}}.

تُعتبر معظم البلازما الهندسية «التكنولوجية» غازات ضعيفة التأين.

### البلازما (الباردة) الحرارية واللاحرارية
بناءً على درجات الحرارة النسبية للإلكترونات، الأيونات والجسيمات المتعادلة، تُصنف البلازما كـ«حرارية» و«لاحرارية» (أيضًا يُشار إليها بـ«البلازما الباردة»).
البلازما الحرارية تحتوي على إلكترونات وجسيمات ثقيلة في نفس درجة الحرارة؛ أي أنها في حالة توازن حراري مع بعضها.
البلازما اللاحرارية على الجانب الآخر في حالة الغاز المتأين، حالة اللاتوازن، بدرجتين للحرارة: الأيونات والمتعادلات تظل في درجة حرارة منخفضة (في بعض الأوقات تكون درجة حرارة الغرفة)، بينما تكون الإلكترونات أكثر حرارة. ({\displaystyle T_{e}\gg T_{n}}). يُعتبر مصباح بخار الزئبق من الأنواع الشائعة للبلازما اللاحرارية خلال مصباح فلوريسنت، بينما يصل «غاز الإلكترونات» إلى درجة حرارة 10,000 كيلفن وتظل بقية الغاز أعلى من درجة حرارة الغرفة قليلًا، وبالتالي يمكن لمس المصباح بالأيدي أثناء عمله.
تُعتبر البلازما التي تنتجها آلة زد تحت درجات حرارة مرتفعة للغاية نوعًا خاصًا وغير اعتيادي للبلازما اللاحرارية «المضادة»، حيث تكون الأيونات أكثر حرارة من الإلكترونات.

### الحرارة
تقاس حرارة البلازما بالكالفن أو إلكترون فولت، وهي قياس للطاقة الحركية الحرارية لكل جزيء. تكون الإلكترونات في الكثير من الأحيان قريبة من حالة التوازن الحراري لأن الحرارة تكون واضحة المعالم، حتى بحالة الانحراف في معادلات ماكسويل لتوزيع الطاقة، ومثال ذلك: الأشعة فوق البنفسجية، الجسيمات النشطة أو المجال الكهربائي القوي. وبسبب التفاوت الكبير بالحجم، تتوازن الإلكترونات عن طريق الديناميكا الحرارية وحدها وبشكل أسرع من أن تتحول إليها من خلال الأيون أو الذرات الطبيعية. لهذا السبب تكون حرارة الأيونات مختلفة عن حرارة الإلكترون وعادة ما تكون أبرد، وهذا أكثر ما يظهر في بلازما الأيونات الضعيفة حيث تكون الأيونات قريبة من الحرارة المحيطة.
استنادا للحرارة المرتبطة بالإلكترونات والأيونات والجسيمات المحايدة فإن البلازما يمكن تصنيفها على أنها حرارية أو لاحرارية:
- البلازما الحرارية: تكون فيها الإلكترونات والأجسام الثقيلة بنفس درجة الحرارة، أي تكون بحالة توازن حراري مع بعضها البعض.
- البلازما اللاحرارية: تكون الأيونات والجسيمات المحايدة بحالة الحرارة المحيطة بها بينما ترتفع درجة حرارة الإلكترونات بشكل أكبر بكثير.

تتحكم الحرارة بدرجة التأين بالبلازما، وخصوصا أن تأين البلازما محدد بدرجة حرارة الإلكترون المتصلة بطاقة التأين (وبدرجة أضعف بالكثافة). يشار إلى البلازما أحيانا على أنها حارة إذا كانت متأينة بدرجة تامة، أو باردة إذا كان جزء بسيط (كمثال 1%) من جزيء الغاز متأين.
حتى في حالة البلازما الباردة فإن درجة حرارة الإلكترون المثالية تكون حوالي عدة آلاف من الدرجات المئوية. وعادة ما تكون البلازما المستخدمة في التكنولوجيا البلازمية باردة في هذا الصدد.

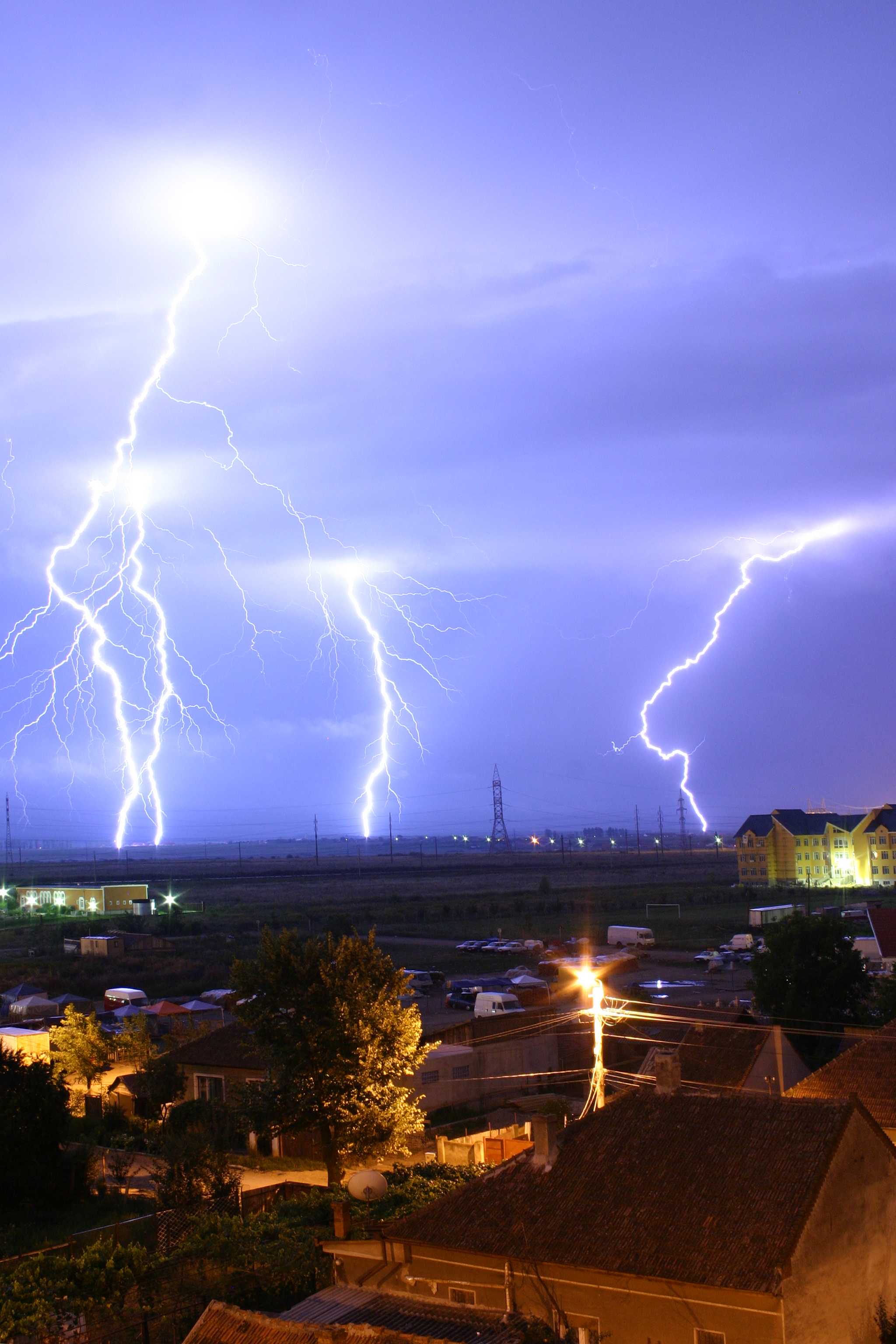
البرق هو مثال للبلازما الموجودة على سطح الأرض. تفريغ البرق للكهرباء يكون عادة بمقياس 30,000 أمبير، ويصل إلى 100 مليون فولت. يصدر منها الضوء والموجات الراديوية والأشعة السينية وحتى أشعة غاما. قد تصل درجة حرارة البلازما بالبرق إلى ~28,000 كالفن (~27,700 °مئوية) وقد تتعدى كثافة الإلكترون ^{24}10/متر³.

### الجهد الكهربائي
بما أن البلازما موصل قوي للكهرباء فمقادير الجهد الكهربائية ستأخذ دورا مهما. وبما أن الجهد موجود ما بين جسيمين مشحونين بالفضاء. فإذا وضع قطب كهربي بالبلازما فإن الجهد بشكل عام سيتحرك بقوة إلى مادون جهد البلازما بسبب نشوء ما يسمى بغشاء ديباي. بسبب جودة التوصيل الكهربائي، فإن المجال الكهربائي للبلازما يصبح صغيرًا جدا وهذا يفضي إلى مفهوم مهم لشبه الحياد والذي يفيد بأنه إذا كان مستوى التقارب الحقيقي جيد فالمفروض أن كثافة الشحنات السالبة تعادل كثافة الشحنات الموجبة خلال مساحة كبيرة من البلازما، ويعبر عنها عندئذ بمعادلة: ({\displaystyle n_{e}=\langle Z\rangle n_{i}})
قد يظهر الشحن غير متوازن على مقياس طول ديباي. بهذه الحالة الخاصة تكون الطبقات المزدوجة متشكلة ويمكن أن يمتد توزيع الشحن إلى عشرات من أطوال ديباي.
يجب أن تكون مقادير الجهد والمجالات الكهربائية محددة بالوسط المحيط بدلا من إيجاد صافي كثافة الشحنات. والمثال العام لمعرفة ما إذا كان الإلكترون بحالة طبيعية هو معادلة بولتزمان:
{\displaystyle n_{e}\propto e^{e\Phi /k_{B}T_{e}}}.
ميزة تلك المعادلة أنها تسمح بحساب مقدار المجال الكهربائي من أصل الكثافة:
{\displaystyle {\vec {E}}=(k_{B}T_{e}/e)(\nabla n_{e}/n_{e})}.
من الممكن إنتاج بلازما لا تعتبر شبه محايدة، فمثلا شعاع الإلكترون له شحنة سالبة. ينبغي أن تكون كثافة البلازما غير المحايدة قليلة أو صغيرة جدا وإلا ستنتشر بطريقة الكهرباء الساكنة غير المرغوب فيها. بالبلازما الكونية، حاجز ديباي يمنع المجال الكهربائي من أن يؤثر تأثيرا مباشرا على البلازما خلال مسافة كبيرة (أبعد من طول ديباي). لكن ظهور الجزيئات المشحونة يجعل البلازما تولد وتتأثر بالمجال المغناطيسي. وهذا يسبب سلوكا معقدا مثل نشوء الطبقات المزدوجة التي تفصل الشحنات عن بعضها البعض خلال العشرات من أطوال ديباي. تتأثر البلازما ديناميكا مع المجالات المغناطيسية سواء الخارجية أو المنتجة ذاتيا.

### المغنطة
البلازما الممغنطة هي ذات المجال المغناطيسي القوي لدرجة أنه يؤثر على حركة الجسيمات المشحونة. المعيار الكمي المشترك هو أن الجسيم بالمتوسط يكمل على الأقل دورة كاملة حول المجال المغناطيسي قبل الاصطدام أو الالتحام (بمعنى {\displaystyle \omega _{ce}/\nu _{coll}>1} حيث أن {\displaystyle \omega _{ce}} هو عدد دورات الإلكترون حول المجال و{\displaystyle \nu _{coll}} هو معدل اصطدام الإلكترون). عادةً تكون الإلكترونات ممغنطة والأيونات غير ممغنطة. تكون البلازما الممغنطة (المغناطيسية) مختلفة الخصائص بمعنى أن هناك خصائص تتوازى مع المجال المغناطيسي وخصائص عمودية عليها. وعلى الرغم من أن المجال الكهربائي بالبلازما ضعيف بسبب قوة التوصيل، إلا أنه يتوافق مع حركة البلازما بالمجال المغناطيسي بالمعادلة التالية:
E = -v × B (حيث أن E هي المجال الكهربائي، وv هي السرعة. وB هي المجال المغناطيسي) وهذا المجال الكهربائي لا يتأثر بحاجز ديبي.

### مقارنة بين البلازما وحالات المادة الأخرى
البلازما هي الحالة الرابعة للمادة وتتميز عن غيرها من الحالات بالطاقة الهائلة التي تمتلكها. وهي ذات صفات مقاربة للحالة الغازية ولكن ليس لها شكل محدد أو كتلة. ينظر العلماء للبلازما على أنها أكثر أهمية من الغاز بسبب الحالات المميزة لها، راجع الجدول التالي:
| الخاصية             | الغاز | البلازما |
| توصيل كهربائي       | ضعيف جدا الغازات عازل قوي إلا في حالة تحولها إلى مادة بلازمية في مجال كهربائي يفوق في قوته 30 كيلوفولت/سم.        | قوي جدا لأغراض عديدة. يمكن أن يعامل التوصيل بالبلازما على أنه غير محدود. |
| الأنواع التي تمثلها | نوع واحد جميع الجزيئات تتصرف بطريقة مشابهة، تتأثر بالجاذبية وتتصادم مع بعضها البعض                                | اثنان أو ثلاثة إلكترون أو أيون أو محايد وتتوزع حسب نوع الشحنة وتتصرف عند أكثر الحالات باستقلالية حسب الحجم والسرعة والحرارة وبظهور أنواع جديدة من الموجات وعدم الاستقرارية         |
| توزيع السرعة        | نظام ماكسويل لتوزيع السرعات التصادم يتبع نظام ماكسويل لتوزيع السرعات عند جميع الجزيئات، عدا بعض الجزيئات السريعة. | غير خاضع لنظام ماكسويل تفاعلات التصادم ضعيفة عند البلازما الحارة والقوة الخارجية قادرة على تحريك البلازما من مكانها المتوازن وتؤدي إلى كثافة قوية من الجسيمات السريعة غير العادية. |
| التفاعلات           | مزدوج اصطدام بين جسيمين ونادرا بين ثلاثة.                                                                         | تراكمي تموج، أو حركة منتظمة للبلازما، مهم جدا لأن الجسيمات تتفاعل لمجالات أبعد خلال القوى الكهربائية والمغناطيسية.                                                                 |

## حالات البلازما المعقدة
على الرغم من أن المعادلات التي تحكم البلازما بسيطة نوعاً ما، إلا أن سلوك البلازما غير عادي ومتقلب. يعتبر ظهور تصرف غير متوقع من شكل عادي تصرفاً طبيعياً من نظام معقد، تتباين مثل هذه النظم - في بعض الأحيان - في سلوكها ما بين النظام والفوضى، ومن الصعب وصفها سواء عبر قوانين رياضية بسيطة أو بالعشوائية التامة. يُعدّ التشكيل العفوي من الميزات المكانية بالسلسلة الواسعة من الجداول الطويلة، أحد مظاهر التعقيد بالبلازما. ويقول الخبراء أن تشكيلات البلازما مثيرة للاهتمام، فهي تظهر حادة جداً على سبيل المثال، وتحيزها متقطع (المسافة بين المجسمات أكبر من الأجسام نفسها) أو تتخذ شكلاً كسرياً. بادئ الأمر، تمت دراسة أغلب تلك الجسيمات مخبرياً، ومن ثمّ تعرف الناس عليها. ومن الأمثلة على تعقيدات وتركيب الأجسام بالبلازما، ما يلي:

### التفتيل
الشروخ والقنوات أو الأشياء الضئيلة تظهر في أغلب البلازمات مثل كرة البلازما والشفق والبرق والتقوس الكهربائي ووهج الشمس وبقايا الانفجار النجمي، وهي ترتبط أحيانا مع أكبر كثافة موجودة فتسمى بالحبال المغناطيسية.

### الكتل أو الطبقات المزدوجة
تسبب الصفائح الضيقة ذات الحواف الحادة، مثل الكتل أو الطبقات المزدوجة تغيراً سريعاً في خصائص البلازما. تعتبر الطبقات المزدوجة مسؤولة عن تمركز الشحنات المنفصلة التي تسبب اختلافاً كبيراً في الجهد الكهربائي خلال الطبقة. ولكنها لا تولّد أي مجال كهربائي خارجها. تباعد الطبقات المزدوجة بين مناطق البلازما المتقاربة بأشكال مختلفة وتكون موجودة عادةً في التيارات حاملة البلازما وهي تعجل من سرعة الإلكترونات والأيونات.

### المجال الكهربائي والدوائر
تتطلب خاصية شبه الحيادية في البلازما أن تكون تياراتها متقاربة من بعضها البعض في الدوائر الكهربائية، وتخضع هذه الدوائر لقانون كيرشوف للدائرة الكهربائية، وتحتوي على مقاومة وعامل مستحث. ينبغي أن تعامل تلك الدوائر كنظام مزدوج قوي، كل منطقة بلازما مستقلة بسلوكها في الدائرة الداخلية. وهذا الترابط القوي بين عناصر النظام معاً مع عدم الاستقامة هو ما يقود إلى سلوك البلازما المعقد. تخزن الدوائر الكهربائية بالبلازما طاقة مستحثات (مغناطيسية)، وإن كانت تلك الدائرة معطلة عند عدم استقرار البلازما مثلاً، فسيؤدي هذا إلى خروج الطاقة المستحثة كمسخن ومسارع للبلازما، وهذا هو تفسير الحرارة التي توجد قي الهالة الشمسية. يلاحظ التيار الكهربائي، وبالتحديد المجال المغناطيسي المصطف مع التيار الكهربائي (الذي يشير أحياناً إلى تيارات بيركلاند)، يلاحظ عادة بالشفق الأرضي وفي فتائل البلازما.

### البناء الخلوي
من الممكن عزل الصفائح الضيقة ذات الحواف حادة المناطق مع خواصها المختلفة، المغناطيسية والكثافة والحرارة، مما ينتج مناطق تشبه الخلايا. من الأمثلة على ذلك: المحيط المغناطيسي والمحيط الشمسي وغطاء المجال الشمسي. كتب العالم هنز ألفن يقول: «وجهة نظر علماء الكون هي أن لعلّ أبرز أبحاث اكتشافات الفضاء هي بنية الكون الخلوية. كما تبين في كل منطقة من مناطق الفضاء التي يمكن الإطلاع عليها في الموقع، هناك عدد من الجدران الخلوية وصفائح التيار الكهربائية التي تقسم الكون إلى أقسام مع اختلاف بالقوة المغناطيسية والحرارة والكثافة...الخ».

### سرعة التأين الحرجة
هي السرعة النسبية ما بين البلازما المتأينة والغاز المحايد حيث يحصل التأين للغاز. عملية التأين الحرجة هي تقنية عامة لتحويل طاقة الحركية لدفق الغاز السريعة إلى طاقة البلازما أو التأين الحرارية. وبحال تم ضخ كمية أكبر من الطاقة، فإن سرعة الذرات أو الجزيئات لن تتعدى سرعة التأين الحرجة حتى يكون الغاز كامل التأين. هذه الظاهرة الحرجة هي حالة نموذجية من نظام معقد يمكنها أن تنتج ميزات مكانية أو زمانية شديدة.

### البلازما شديدة البرودة
من الممكن إنتاج بلازما شديدة البرودة باستخدام شعاعيّ ليزر، أحدهما يمسك ويبريد الذرات المحايدة إلى درجة حرارة تعادل 1 ملليكلفن أو أقل، والآخر يؤين الذرات بواسطة إعطاء الإلكترونات الأبعد طاقة كافية للخروج من مجالها الذري. النقطة المهمة في البلازما شديدة البرودة هي معالجة الذرات بدقة بواسطة الليزر، والسيطرة على الطاقة الحركية للإلكترونات المتحررة. باستخدام ليزر نبضي معين، يمكن إنتاج طاقة إلكترون مقارنة لدرجة حرارة صغيرة تعادل 0.1 كلفن، ويكون نطاق تردد الليزر النبضي محدد سلفاً، فالأيون يحافظ على درجة حرارة تساوي ملليكلفن في الذرة المحايدة. هذا النوع من البلازما شديدة البرودة غير المتوازنة ينشأ بسرعة، ويضع علامات استفهام كثيرة حول هذا السلوك دون أن تتوافر إجابة لها، وقد أفضت التجارب إلى كشف ديناميكات غريبة وسلوك إعادة الارتباط مما زاد من حدود المعرفة الإنسانية بعلم البلازما. إحدى الحالات غير المستقرة للبلازما غير المثالية هي حالة ريدبرج، حيث تتشكل البلازما من تكثيف الذرات بالإثارة.

### البلازما اللاحيادية
البلازما الحيادية هي تلك البلازما ذات الإلكترونات القوية وجودة التوصيل التي تضمن عادة تعادل كثافة الشحنات السالبة والموجبة لكل نطاق محدد. أما البلازما المحتوية على كمية إضافية من كثافة شحنة معينة، أو في بعض الحالات قصوى، تكون ذات صنف واحد فقط، فتعرف بالبلازما اللاحيادية. وفي هذ النوع من البلازما، يلعب المجال الكهربائي دورا رئيسيا، ومن أمثلة هذا النوع: حزمة الجزيئات المشحونة والغيوم الإلكترونية والبلازما البوزيترونية (جسيم مضاد مساوي لكتلة الإلكترون ذو شحنة موجبة).

### البلازما المغبرة والبلازما الحبيبية
توجد البلازما المغبرة عادة بالفضاء الخارجي، وتتميز بوجود الغبار فيها فإذا صارت الجسيمات أكبر فتكون حبيبية، ولها ذات تصرفات البلازما.

## وصف رياضي

خطوط الحقل المغناطيسي المعقد ذاتي التقليص في تيار بيركلاند انحيازي المسارات، قد ينجم عنها توليد البلازما.

لوصف حالة البلازما تماما، يحتاج المرء أن يعرف أماكن وسرعة الجسيمات ووصف المجال الكهرومغناطيسي بمنطقة البلازما، لكن لا يعد ضروريا فحص جميع الجسيمات بالبلازما، لهذا السبب يقدم الفيزيائيون وصفا أقل دتفصيلا للنماذج المعروفة، التي يقسمونها إلى نوعين مهمين:

### نموذج الموائع
يصف نموذج الموائع البلازما من حيث الكميات السهلة مثل الكثافة والسرعة المتوسطة حول كل موقع. أحد نماذج الموائع البسيطة هي نظرية الديناميكية الهيدرومغناطيسية (ديناميكيات الموائع الموصلة في مجالات كهربائية ومغناطيسية شبه مستقرة، وهذه الموائع قد تكون معادن فلزية سائلة كالزئبق أو الفلزات القلوية المنصهرة أو قد تكون عبارة عن غاز ضعيف التأين أو بلأزمات) وهي تتعامل مع البلازما كمائع وحيد محكوم بتركيبة من «معادلات ماكسويل» و«معادلات نافير-ستوك». أما الوصف الآخر هو نظام الموائع الثنائي، حيث تعامل الإلكترونات والأيونات معاملة منفصلة. يكون نظام الموائع دقيقا إذا كان الاصطدام عالي بدرجة كافية تؤدي لإيصال توزيع سرعة البلازما بشكل قريب لقانون «توزيع ماكسويل بولتزمان». والسبب أن نظام الموائع يصف البلازما كمجرى واحد بدرجة حرارة محددة لكل موقع مكاني، أنه لا يمكنه اصطياد سرعة الأجسام الفضائية مثل الشعاع أو الطبقات المزدوجة ولا يحل تأثير أجسام الموجات.

### النموذج الحركي
هذا النموذج يصف توزيع سرعة الجسيم لكل نقطة بالبلازما، لذا لا يحتاج المرء للجوء إلى قانون توزيع ماكسويل بولتزمان لوصف البلازما رياضيا. يعتبر وصف الحركة ضروريا بالنسبة للبلازما عديمة الاصطدام. وهناك طريقتان معروفتان لوصف الحركة بالبلازما، الأولى تعتمد وظيفة التوزيع السهل على الشبكة في السرعة والموقع، أما الأخرى فتسمى «تقنية الجزيء في الخلية»، وتضم المعلومات الحركية باتباع مسارات أعداد كبيرة من الجزيئات الفردية. يعتبر النموذج الحركي أكثر كثافة حسابيا من نموذج الموائع، ويستخدم معادلة فلاسوف لوصف نشوء نظام الجزيئات بالبيئة الكهرومغناطيسية.

## البلازما الاصطناعية
تنتج معظم البلازما الصناعية بتطبيقات للمجالات الكهربائية أو المغناطيسية أو كليهما. يمكن تصنيف البلازما المنتجة مخبريا وتلك المعدة للاستخدام الصناعي عادة بحسب:
- نوع مصدر الطاقة المنتجة لتلك البلازما: التيار الكهربائي، التردد الموجي، والتردد ذي الموجات الدقيقة.
- مجال الضغط لديها: ضغط الفراغ (<10 ميلليمتر زئبق)، ضغط معتدل (~ 1 ميلليمتر زئبق)، والضغط الجوي 760 ميلليمتر زئبق=1 بار=1.013 نيوتن/متر مربع.
- درجة التأين بالبلازما: تأين كامل، تأين نسبي، تأين ضعيف.
- علاقة الحرارة داخل البلازما: بلازما حرارية (Te = Tion = Tgas)، بلازما غير حرارية أو باردة (Te>> Tion = Tgas).
- شكل القطب المستخدم لتوليد البلازما.
- مغناطيسية الجسيمات الداخلة بالبلازما: ممغنطة (الأيون والإلكترون كليهما محاصران في مدار لارمور بواسطة المجال المغناطيسي)، ممغنطة جزئيا (الإلكترونات وحدها محاصرة بواسطة المجال المغناطيسي)، غير ممغنطة (المجال المغناطيسي ضعيف وغير قادر على الإمساك بالجزيئات حول المدارات).
- الاستعمال والتطبيق.

### أمثلة على البلازما الصناعية

#### إفراغ بالضغط المنخفض
- بلازما تفريغ متوهج: بلازما غير حرارية تتولد بتطبيقات من التيار الكهربائي المستمر أو تردد منخفض لموجات المجال الكهربائي للفراغ ما بين قطبين معدنيين (أقل من 100 ك هرتز). وأشهر تطبيق لذلك هو إضاءة مصابيح الفلوريسنت.[31]
- بلازما التقارن بالسعة: شبيهة لما قبلها، لكنها تحتاج إلى مجال كهربائي ذو تردد موجات عالي (حوالي 13.56 ك هرتز). وهذه تختلف عن التفريغ المتوهج، ذلك أن الأغلفة أقل كثافة بكثير. وهذه التطبيقات تستخدم بشكل شائع في الصناعات الدقيقة وصناعة الدوائر المتكاملة لعمل النقش البلازمي والترسيب الكيميائي للبخار المدعم بالبلازما.[32]
- بلازما التقارن بالحث: مشابهة للتقارن بالسعة ومشابهة من حيث التطبيقات، ولكن قطبها يحتوي على ملف يغطي منطقة التفريغ مما يثير البلازما بالحث.
- بلازما الموجات المسخنة: مشابهة للتقارن بالحث والسعة من حيث الترددات، ولكن الموجات تسخن بواسطة كلا الوسيلتين: الكهروستاتيكية والكهرومغناطيسية. وهي تحتاج إلى مجال مغناطيسي متحد المحور لنشر الموجات.

#### إفراغ بالضغط الجوي
- التقوس الكهربائي: وهو ما يسمى باللحام، وهي طاقة لتصريف درجات حرارة عالية (~ 10000 كالفن)، تولد من عدة مصادر طاقة، وتستخدم بشكل عام بعمليات التعدين. فعلى سبيل المثال، تستخدم لإذابة الصخور المحتوية على أكسيد ألومنيوم لإنتاج معدن الألمونيوم.
- التفريغ الإكليلي: تفريغ لا حراري يولد بواسطة تطبيق جهد كهربائي عالي على الأطراف الحادة للقطب. ويستخدم بشكل عام لتوليد غاز الأوزون ومرسبات الجسيم.
- تفريغ حاجز العازل الكهربائي: تفريغ لا حراري يولد بتطبيق جهد كهربائي عالي خلال فجوات، بحيث يمنع العازل غير الموصل انتقال تفريغ البلازما إلى تقوس. وفي العادة يتم الخلط بين هذا التفريغ والتفريغ الإكليلي بالصناعة، مع انهما متشابهين بالتطبيقات. يستخدم بنطاق واسع لعمل تشابك الأنسجة الصناعية واللدائن.[33][34]

## البلازما في علوم الفضاء والفلك
تُعتبر البلازما أكثر أطوار المادة العادية شيوعًا في الكون، سواءً بالكتلة أو بالحجم.
فوق سطح الأرض، يُعتبر الأيونوسفير مكونًا من البلازما، ويحتوي الماغنيتوسفير على البلازما. وخلال النظام الشمسي، يحتوي الفضاء بين الكواكب على البلازما المقذوفة عبر الرياح الشمسية، ممتدة من سطح الشمس حتى منطقة التوقف الشمسي. علاوة على ذلك، يمتلئ بالبلازما كل من النجوم البعيدة ومعظم الفضاء بين النجوم والفضاء بين المجرات، تحت كثافات منخفضة جدًا. تُرصد البلازما الفيزيائية الفلكية أيضًا في القرص المُزوِّد حول النجوم أو الأجسام المصمتة مثل الأقزام البيضاء أو النجم النيوتروني أو الثقوب السوداء بالقرب من نُظم النجوم الثنائية. ترتبط البلازما بقذف المواد في التدفق المادي الفلكي، والذي رُصد ببناء الثقوب السوداء أو في المجرات النشطة مثل M87's والتي تمتد بنحو 5 آلاف سنة ضوئية.

## البلازما الاصطناعية

### توليد البلازما الاصطناعية
مثل العديد من استخدامات البلازما، هناك عدة طرائق لتوليد البلازما، لكن هناك مبدأ واحد ثابت بهم جميعًا: لا بد أن يكون هناك مدخلات من الطاقة لإنتاجها والحفاظ عليها. وفي هذه الحالة، تولد البلازما عندما يُطبق تيار كهربائي عبر سائل أو غاز عازل (أي مادة عازلة للتوصيل الكهربائي) كما نرى في الصورة، والتي تُظهر أنبوب التفريغ كمثال بسيط (يُستخدم التيار المستمر للتوضيح).
يسحب فرق الجهد الكهربي والمجال الكهربي المولد عنه الإلكترونات (السالبة) نحو الآنود (القطب السالب)، بينما يسحب الكاثود (القطب الموجب) النواة. وكلما ازداد الجهد الكهربي، فإن التيار يضغط على المادة (بالاستقطاب الكهربي) بصورة تتجاوز حدودها العازلة إلى مرحلة من الانحلال الكهربي، متضحة بالشرارة الكهربية، حيث تتحول المادة من كونها عازلة إلى موصلة (لأنها تصير متأينة شيئًا فشيئًا). تُسمى تلك العملية تفريغ تاونسند، حيث يخلق التصادم بين الإلكترونات وذرات الغاز المتعادل المزيد من الأيونات والإلكترونات. أول تأثيرات الإلكترون على الذرة يُنتج أيونًا واحدًا وإلكترونين. وبالتالي، يزداد عدد الجسيمات المشحونة سريعًا (بالملايين) فقط «بعد نحو 20 جولة متوالية من التصادم»، بسبب صغر المسار الحر المتوسط (المسافة المتوسطة للسفر بين التصادمات).

### القوس الكهربي
بتيار كافي الكثافة وتأين، يُشكل ذلك قوسًا كهربيًّا ساطعًا (تفريغ كهربي مستمر مشابه للبرق) بين الأقطاب. تخلق المقاومة الكهربية عبر القوس الكهربي المستمر حرارة، والحرارة تعزل بدورها المزيد من جزيئات الغاز وتأين الذرات الناتجة (حيث تحدد درجة التأين بدرجة الحرارة)، وكما يسير التسلسل صلب-سائل-غاز-بلازما، فإن الغاز يتحول تدريجيًّا إلى بلازما حرارية. البلازما الحرارية هي بلازما في حالة توازن، أي أن درجة الحرارة متجانسة نسبيًّا خلال الجسيمات الثقيلة (الذرات والجزيئات والأيونات) والإلكترونات. ذلك لأنه عندما تتولد البلازما الحرارية، تُعطى الطاقة الكهربية إلى الإلكترونات، بسبب حركيتها الكبيرة وعددها الهائل، قادرة على تفريقها بسرعة وبالتصادم المرن (دون فقط الطاقة) إلى الجسيمات الثقيلة.

### أمثلة على البلازما الصناعية

#### المحولات الهيدروديناميكية المغناطيسيّة
تحركت الجهود العالمية في الستينات لدراسة المحولات الهيدروديناميكية المغناطيسيّة من أجل جلب المولدات الهيدروديناميكية المغناطيسيّة إلى السوق بنوع جديد من المصانع القوية تجاريًّا، محولة الطاقة الحركية بالسرعات العالية للبلازما إلى كهرباء بلا أجزاء متحركة، بكفاءة عالية. أجريت الأبحاث العلمية في مجال الديناميكا الهوائية ذات السرعة الفائقة وذات السرعة القصوى لدراسة تفاعل البلازما مع المجال المغناطيسي لتحقيق تحكم بالتدفق السلبي والنشط أيضًا حول المركبات أو المقذوفات، من أجل تليين والتخفيف من الموجة الصادمة، والانتقال الحراري المنخفض وتقليل مقاومة المائع.
تُستخدم مثل تلك الغازات المتأينة في «تكنولوجيا البلازما» (البلازما «التكنولوجية» و«الهندسية») هي في الغالب غازات ضعيفة التأين بمعنى أن هناك جزء قليل للغاية من جزيئات الغاز متأينة. تُعتبر تلك الأنواع من الغازات ضعيفة التأين من البلازما اللاحرارية (الباردة). في الحقول المغناطيسية، تشمل دراسة مثل تلك الغازات ضعيفة التأين الممغنطة اللاحرارية الهيدروديناميكا المغناطيسيّة المقاومة بعدد رينولد المغناطيسي المنخفض، المجال الحرج لفيزياء البلازما حيث تتطلب الحسابات موترات ديادية في فضاء الطور سباعي الأبعاد. عند استخدامه مع تأثير هول العالي، تستدعي القيمة الحرجة الاختلال الحراري الكهربي الذي يحد من التطورات التكنولوجية.

#### علم النفس
تشير الأبحاث العلمية إلى أن المجال المغناطيسي بالبلازما خلال البرق والرعد بإمكانه أن يحدث هلوسة في العقل البشري. يشير تقرير سري لوزارة الدفاع أنه «من المقبول طبيًّا» أن المجالات المغناطيسية المرتبطة بالبلازما تسبب هلوسة وأن «القرب من المجالات المرتبطة بالبلازما يمكنه أن يؤثر سلبًا على المركبة أو الشخص» يشير التقرير أيضًا أن العلماء في الاتحاد السوفييتي السابق كانوا يمضون قدمًا في تكنولوجيا مرتبطة بهذه الاكتشافات من أجل الأغراض العسكرية.

## وصلات خارجية
- عملية استثارة للبلازما على شكل رسوم متحركة
- صفحة لشرح تقنيات البلازما
- صفحات البلازما. قائمة شاملة للروابط الخارجية المتصلة بالبلازما.
- مقدمة لعلم البلازما الفيزيائية محاضرة للتخرج يقدمها ريتشارد فيتزباتريك | دروس للبلازما يقدمها إ.هـ.هتشينسون
- كتاب البلازما لمعهد أبحاث البحرية على الإنترنت  نسخة محفوظة 28 أبريل 2007 على موقع واي باك مشين. (أو بلغة html )
- صفحة الاندماج البلازمي
- تفاعل مواد البلازما نسخة محفوظة 8 مارس 2005 على موقع واي باك مشين.
- طريقة صنع كرة متوهجه من البلازما بالميكروويف مع العنب نسخة محفوظة 6 سبتمبر 2005 على موقع واي باك مشين. | بالفيديو نسخة محفوظة 3 مايو 2006 على موقع واي باك مشين.
- مشروع بحث لوزارة الزراعة الأمريكية، إزالة التلوث من المنتجات الطازجة بالبلازما الباردة
- بلازما القوس الكهربائي(بالفرنسية) | بلازما القوس الكهربائي (بالإنجليزية)